# لئوناردو دل وکیو
لئوناردو دل وکیو (به ایتالیایی: Leonardo Del Vecchio) (زاده ۲۲ مه ۱۹۳۵ – درگذشته ۲۷ ژوئن ۲۰۲۲) کارآفرین، بازرگان، سرمایه‌دار و مدیر ارشد اجرایی ایتالیایی بود، که به‌عنوان بنیانگذار، مالک و رئیس هیئت مدیره شرکت لوکساتیکا (مالک برندهای ری-بن و اوکلی) فعالیت می‌کرد. وی در فهرست ثروتمندترین افراد جهان، در رتبه ۳۸ قرار داشت.

## زندگی‌نامه
لئوناردو در خانواده فقیری در سال ۱۹۳۵ در میلان زاده شد. وی که پدرش را ۵ ماه پیش از تولد از دست داده بود، در سن ۷ سالگی توسط مادرش به یتیمخانه فرستاده شد. در آنجا تحت نظارت راهبه‌ها بزرگ شد و در سن ۱۴ سالگی اوضاع به گونه‌ای بود، که مجبور شد برای حمایت از خانواده‌اش کار کند. بدین منظور کار خود را به‌عنوان کارآموز در شرکت تولیدی ابزار شروع کرد. در ۱۹ سالگی تحصیلات خود را در رشته مهندسی صنایع به صورت شبانه آغاز کرد و به‌صورت هم‌زمان تمام‌وقت در طول روز کار می‌کرد.
سال ۱۹۶۱ دل‌وکیو در شهر کوچک آگوردو در شمال ونیز، مغازه کوچکی را باز کرد. یکی از شهرهایی که در صنعت عینک‌سازی، پیشرفته و محلی برای یادگیری صنعت عینک‌سازی بود. وی در این مغازه باقیمانده اجسام فلزی را به فریم عینک تبدیل می‌کرد. در سال ۱۹۶۷ این کارگاه را به کارخانه کوچکی تبدیل کرد که توانایی تولید فریم را از ابتدا تا انتها داشت و آن را لوکساتیکا نامید. این کارخانه که بیشتر شبیه به کارگاهی کوچک بود، روزانه چندین عینک را به‌صورت کامل با شیشه تولید می‌کرد.
در سال ۱۹۷۱ اولین سری عینک طبی خود را تحت برند لوکساتیکا تولید کرد. اگر چه او تا آن زمان ۶ سال سابقه کسب کرده بود اما بازار بسیار رقابتی پیش میرفت. ۳ سال بعد بود او توانست شرکت پخش اسکارونی را خریداری و به شرکت خود اضافه کند. می‌توان گفت که از این نقطه، سیر پیشرفت او بسیار سرعت گرفت. پس از ۵ سال فروش موفق به عمده‌فروشان، در سال ۱۹۷۶ این شرکت کلیه تولیدات خود را برای دیگر شرکت‌ها متوقف و در اینجا بود که نقطه شروع برند خود را آغاز کرد. با توجه به تحقیقات زیادی که در کیفیت این محصولات انجام شد، سریعاً این برند به یکی از بهترین برندهای بازار تبدیل گردید.
دل‌وکیو در ماه مارس سال ۲۰۱۴ با دارایی خالص ۱۹٫۲ میلیارد دلار، از سوی مجله فوربز به‌عنوان دومین فرد ثروتمند ایتالیا معرفی شد. وی در فهرست ثروتمندترین افراد جهان، در رتبه ۳۸ قرار داشت.